# 3-Fluoroetanfetamina
3-Fluoroetanfetamina (3-FEA) é uma droga estimulante da classe das anfetaminas substituidas que atua como agente de liberação de monoamina, aumentando a liberação de norepinefrina, dopamina e serotonina.
Comparada à etilanfetamina, sua forma não substituída, a 3-Fluoroetanfetamina exerce um efeito menor como liberador de noradrenalina, mas é um liberador mais forte de dopamina e serotonina. Em estudos com animais, a 3-FEA produziu efeitos de reforço relevantes, apesar de não ser o agente de liberação de dopamina mais potente das substâncias derivadas da etilanfetamina.